# Angry Birds
Angry Birds (englisch für zornige Vögel) ist eine Reihe von Artillerie-Computerspielen, die vom finnischen Entwicklerstudio Rovio Entertainment entwickelt wird und deren erster Ableger im Dezember 2009 veröffentlicht wurde. Die Spiele gibt es für zahlreiche Betriebssysteme und Geräteplattformen.

## Spielprinzip
Der Spieler übernimmt die Kontrolle über eine Reihe von Vögeln, die ihre von Schweinen entwendeten Eier zurückholen wollen. In jedem Level gilt es, mithilfe einer Schleuder die Vögel auf Holz-, Stein- und Eisbautenverstecke der Schweine zu schießen. Für jedes zerstörte Objekt werden Punkte vergeben. Primäres Ziel eines jeden Levels ist es, alle Schweine zu vernichten. Bei Vollendung eines Levels werden abhängig von der erreichten Punktzahl bis zu drei Sterne vergeben. Das Sammeln von drei Sternen in jedem Level ist ein optionales Ziel. Im Spielverlauf werden neue Vögel mit individuellen Eigenschaften freigeschaltet. Art, Anzahl und Reihenfolge der Vögel ist für jedes Level vorbestimmt. Jedes Level ist beliebig oft wiederholbar. Die Level sind thematisch in Episoden zusammengefasst, wobei jede Episode in zwei bis drei Kapitel unterteilt ist.

### Vögel
Im Spiel stehen neun direkt spielbare Vögel zur Verfügung, sowie ein kostenpflichtiger, nicht auf allen Plattformen verfügbarer Spezialvogel. Einige Vögel haben besondere Funktionen, die durch einen Klick bzw. durch Antippen des Touchscreens ausgelöst werden. Folgende Tabelle listet die Vögel mit ihren besonderen Eigenschaften auf, sortiert nach Freischaltreihenfolge im Spiel.
| Name                         | Besonderheit | Effekt beim Tippen bzw. beim Klick                                   |
| ---------------------------- | --- | -------------------------------------------------------------------- |
| Red (Red)                    | Druckwelle, mittlere Zerstörungskraft. | Druckwelle.                                                          |
| Jim, Jake & Jay (Die Blauen) | Kann besonders effektiv Eis zerstören. | Teil sich in drei Einzelvögel auf.                                   |
| Chuck (Chuck)                | Kann besonders effektiv Holz zerstören. | Zusätzliche Beschleunigung tangential zur Flugbahn.                  |
| Bomb (Bombe)                 | Kann besonders effektiv Stein zerstören, explodiert kurz nach Aufschlag. In den Short Fuse-Leveln Schockwelle statt Explosion. | Explosion bzw. Schockwelle verfrüht auslösbar.                       |
| Matilda (Mathilde)           | Schießt beim Aktivieren ein Bomben-Ei vertikal nach unten. | Lässt Bomben-Ei nach unten fallen, dabei starker Rückstoß nach oben. |
| Terence (Terence)            | Große Variante des roten Vogels. Höchste Zerstörungskraft aller Vögel. | Ohne Funktion.                                                       |
| Hal (Hal)                    | Kann als Bumerang verwendet werden. | Dreht seine Flugrichtung und bekommt dabei zusätzlichen Impuls.      |
| Bubbles (Oranger Vogel)      | Bläht sich kurz nach dem Aufschlag auf und schleudert dabei alle nahen Gegenstände davon. | Aufblähen verfrüht auslösbar.                                        |
| Stella (Pinker Vogel)        | Umhüllt alle nahen Gegenstände mit aufsteigenden Blasen, die nach einigen Sekunden zerplatzen. | Blasen verfrüht auslösbar.                                           |
| Leonard (Leonard)            | Leonard ist kein Vogel, sondern im Film der Schweinekönig. Kann drei Mal verwendet werden, jedes Mal schießt er einen Rotzball in die Richtung, in die er gerade fliegt und wird dann in die entgegengesetzte Richtung geschleudert. Dieser Rotzball wirkt wie eine Bombe und macht alles um ihn herum rutschig, sodass man Türme z. B. mit Red danach viel leichter zerstören kann. Wenn er selbst in einen Turm reinfliegt gibt das nur eine große Schleim-Explosion. | siehe Besonderheit.                                                  |
| Melody (Melody)              | Wenn sie auf einen Turm zufliegt, saugt sie alles was ihr vor den Schnabel kommt, ein und spuckt es dann in die gewünschte Richtung. | siehe Besonderheit.                                                  |

In der Facebook-Variante gibt es spezielle Fähigkeiten, die der Spieler nutzen kann. Diese Fähigkeiten lassen sich jeweils nur einmal pro Level-Versuch einsetzen, sind aber sehr mächtig. Diese Fähigkeiten lassen sich auch gegen Geld erwerben. Für Freunde, die zu Angry Birds eingeladen wurden, sowie für regelmäßiges Spielen werden Geschenke in Form von Fähigkeiten verteilt. Ziel ist es, von allen Freunden, die von einem Spieler zu Angry Birds eingeladen wurden und in einem Highscore zu sehen sind, die höchste Punktzahl im gesamten Turnier zu halten. Für jeden ersten Platz wird der Spieler mit zusätzlichen Birdcoins und Pokalen belohnt.
| Name                         | Wirkung                                                                                        | Besonderheit                                                                         |
| ---------------------------- | ---------------------------------------------------------------------------------------------- | ------------------------------------------------------------------------------------ |
| Wing Man (Wing-Man)          | Zusätzlicher Vogel                                                                             | Hat sogar eine höhere Zerstörungskraft als Terence.                                  |
| Zielschleuder (Sling Scope)  | Durch eine gepunktete Linie wird die genaue Flugbahn des Vogels während des Zielens angezeigt. | keine                                                                                |
| Vogelbeben (Birdquake)       | Schweine fallen von hohen Podesten oder Konstruktionen brechen zusammen.                       | Einige Level lassen sich so ohne Vögel absolvieren.                                  |
| Supertrank (Super-Potion)    | Verdoppelt die Durchschlagskraft des jeweiligen Vogels.                                        | keine                                                                                |
| Königsschleuder (King Sling) | Die Schleuder wird viel effektiver und schleudert Vögel mit mehr Kraft.                        | Die Wirkung hält ein ganzes Level lang an und beschränkt sich nicht auf einen Vogel. |
| Bomben-Box (Boom-Box)        | Eine schleuderbare Dynamit-Box                                                                 | Durch Tippen entfaltet sich ein Fallschirm und die Box schwebt sanft zu Boden        |

### Schweine
Es gibt fünf verschiedene Schweinstypen mit jeweils anderen Verteidigungswerten.
| Name                              | Besonderheit                                                           |
| --------------------------------- | ---------------------------------------------------------------------- |
| Kleines Schwein (Small Green Pig) | Niedrigste Verteidigung.                                               |
| Großes Schwein (Big Green Pig)    | Bessere Verteidigung als kleine Schweine.                              |
| Helmschwein (Helmet Pig)          | Bessere Verteidigung als große Schweine, selten.                       |
| Vorarbeiterschwein (Foremanpig)   | Bessere Verteidigung als Helmschweine, sehr selten.                    |
| Bossschwein (King Pig)            | Beste Verteidigung, kommt nur im letzten Level jeder Episode vor.      |
| El-Porkador/Chy-Porkador          | Speziell im El-Porkador vs Wing-Man Tournament von Angry Birds Seasons |

## Plattformen
Das Spiel wurde ursprünglich für Apples iPhone und iPod touch entwickelt und wurde später auf das Nokia N900, HP webOS, bada, Android, Symbian^3, Windows, Windows Phone 7, macOS, das Blackberry Playbook, die PlayStation 3, PlayStation 4 und PlayStation Portable mit Hilfe von SDL portiert. Die Varianten des Spiels für Apple-Geräte unterstützen Apples Spiele-Netzwerk Game Center. Im Mai 2011 wurde ein Brettspiel veröffentlicht.
Das Spiel wurde verteilt über alle Plattformen über 500 Millionen Mal heruntergeladen und ist nach Doodle Jump das meistverkaufte Programm für das iPhone und iPad.
Auch im Chrome Web Store sowie auf Google+ war Angry Birds vertreten. Im Februar 2012 wurde Angry Birds zudem für Facebook mit zusätzlichen Spielfunktionen, exklusiven Facebook-Leveln sowie sozialen Elementen freigeschaltet.

## Varianten

### Angry Birds
Der erste Ableger des Spiels wird unregelmäßig durch neue Episoden und Kapitel erweitert. Folgende Episoden sind bereits erschienen:
- Poached Eggs (Dezember 2009, drei Kapitel mit je 21 Level)
- Mighty Hoax (März 2010, zwei Kapitel mit je 21 Level)
- Danger Above (April 2010, drei Kapitel mit je 15 Level)
- The Big Setup (Juli 2010, drei Kapitel mit je 15 Level)
- Ham ’Em High (Dezember 2010, drei Kapitel mit je 15 Leveln, zzgl. 3 Facebook-Level)
- Mine and Dine (Juni 2011, drei Kapitel mit je 15 Level)
- Birdday Party (Dezember 2011, zwei Kapitel mit je 15 Level)
- Surf and Turf (März 2012, drei Kapitel mit je 15 Level)
- Bad Piggies (Oktober 2012, drei Kapitel mit je 15 Level)
- Red’s Mighty Feathers (2013, ein Kapitel mit 15 Level)
- Short Fuse (2013, zwei Kapitel mit je 15 Level, ein drittes Kapitel ist angekündigt)

Zusätzlich gibt es 28 Bonuslevel, sogenannte Golden Eggs (Goldene Eier), die durch bestimmte Ereignisse im Spiel freigeschaltet werden können. Insgesamt hat das Spiel somit über 400 Level.

### Angry Birds Seasons
Im Oktober 2010 veröffentlichte Rovio den Ableger Angry Birds Seasons. Das Spiel enthält Level, die thematisch auf bestimmte Feiertage und ähnliche Anlässe im Jahr abgestimmt sind. Folgende Episoden sind bisher erschienen:
Seasons 2011
- Trick or Treat (Halloween 2010), 3 Kapitel mit je 15 Level, ein goldenes Ei und 3 Sterne Belohnung
- Season's Greetings (Adventszeit 2010), ein Kapitel mit 25 Level, ein goldenes Ei und 3 Sterne Belohnung
- Hogs and Kisses (Valentinstag 2011), ein Kapitel mit 15 Level, 3 Facebook-Level ein goldenes Ei und 3 Sterne Belohnung
- Go Green, Get Lucky (Saint Patrick’s Day 2011), ein Kapitel mit 15 Level, 3 Facebook-Level, ein goldenes Ei und 3 Sterne Belohnung
- Easter Eggs (Ostern, April 2011), ein Kapitel mit 15 Level, 3 Facebook-Level, zehn goldene Eier und 3 Sterne Belohnung
- Summer Pignic (Sommer, Juni 2011), ein Kapitel mit 30 Level, zwei goldene Eier und 3 Sterne Belohnung
- Mooncake Festival (Mondfest 2011), 2 Kapitel mit 15 Level, 3 Facebook-Level, ein goldener Kuchen und 3 Sterne Belohnung

Seasons 2012
- Ham'o'ween (Halloween 2011), 2 Kapitel mit 15 Level, ein goldenes Ei und 3 Sterne Belohnung
- Wreck the Halls (Adventszeit 2011), ein Kapitel mit 25 Level, ein goldenes Ei und 3 Sterne Belohnung
- Year of the Dragon (Neujahr 2012), ein Kapitel mit 25 Level, ein goldenes Ei und 3 Sterne Belohnung
- Cherry Blossom (Hanami 2012), ein Kapitel mit 25 Level, ein goldenes Ei und 3 Sterne Belohnung
- Piglantis (Sommer, Juni 2012), 2 Kapitel mit je 15 Level, ein goldenes Ei und 3 Sterne Belohnung
- Back to School (Sommer 2012), ein Kapitel mit 20 Level, ein goldenes Ei und 3 Sterne Belohnung

Seasons 2013
- Winter Wonderham (Weihnachten 2012) 1 Kapitel mit 25 Level, ein goldenes Ei, ein Intel Ei und 3 Sterne Belohnung
- Haunted Hogs (Halloween 2013) 2 Kapitel mit je 15 Level, drei goldene Eier und 3 Sterne Belohnung
- Abra-Ca-Bacon (Karneval 2013) 2 Kapitel mit je 15 Level, drei goldene Eier und 3 Sterne Belohnung

Season 2014
- Arctic Eggspedition (Weihnachten 2013) 1 Kapitel mit 25 Level, drei goldene Eier und 3 Sterne Belohnung
- South Hamerica (August 2014) 1 Kapitel mit 24 Level, drei goldene Eier und 3 Sterne Belohnung
- Ham Dunk (NBA GLOBAL GAMES 2014) 3 Kapitel mit je 15 Level, drei goldene Eier und 3 Sterne Belohnung (2 Kapitel kostenpflichtig)
- On Finn Ice (Weihnachten 2014) 1 Kapitel mit 25 Level, drei goldene Eier, Finnland Reiseführer und 3 Sterne Belohnung

Season 2015
- "Ham Dunk: ALL-STAR" (NBA ALL STAR WEEKEND 2015)Ergeanzung zu Ham Dunk mit 1 Kapitel mit 15 Level
- "Tropigal Paradise" (Sommer 2015) 2 Kapitel mit je 13 Level, drei goldene Eier und 3 Sterne Belohnung
- "Ham Dunk: THE FINALS" (NBA FINALS 2015) Ergänzung zu Ham Dunk mit 1 Kapitel mit 7 Level, 1 Bonusobjekt und 3 Sterne Belohnung
- " Invasion of the Egg Snatchers" (Oktober 2015) Zwei Kapitel mit je 30 Level, 3 goldene Eier und 3 Sterne Belohnung
- " Ski or Squael" (Weihnachten 2015) Ein Kapitel mit 25 Level, 3 goldenen Eier und 3 Sternen Belohnung

### Angry Birds Rio
Im März 2011 erschien mit Angry Birds Rio eine weitere Variante mit 60 Leveln, die sich an dem Animationsfilm Rio, der im April 2011 in den Kinos anlief, sowie dessen Nachfolger Rio 2 orientiert. Mittlerweile besitzt das Spiel durch mehrere Updates 180 Level.
Des Weiteren gibt es in Angry Birds Rio 15 weitere "versteckte" Level, welche durch den Kauf des Films Rio per Code freigeschaltet werden oder durch einen Schuss eines Angry Birds an eine bestimmte Stelle aktiviert werden.

### Angry Birds Space
Am 22. März 2012 erschien mit Angry Birds Space der insgesamt vierte Teil der Reihe, dessen offizielle Vorstellung am 8. März 2012 war. Die Spieler können sich laut Rovio auf "ein komplett neues Spiel mit einem innovativen neuen Gameplay" freuen. Für die Vorstellung des Spiels ging Rovio sogar eine Kooperation mit der US-amerikanischen Raumfahrtbehörde NASA ein. In einem extra angefertigten Videoclip katapultiert der Astronaut Don Pettit die Plüschversion eines Angry Birds durch die Internationale Raumstation ISS. Folgende Episoden sind bisher erschienen:
- Pig Bang, drei Kapitel mit je 10 Level
- Cold Cuts, drei Kapitel mit je 10 Level
- Fry Me To The Moon, ein Kapitel mit 10 Level
- Utopia, drei Kapitel mit je 10 Level
- Red Planet, drei Kapitel mit je 10 Level
- Pig Dipper, drei Kapitel mit je 10 Level
- Danger Zone, drei Kapitel mit je 10 Level (auf Geräten mit In-App-Käufen kostenpflichtig, sonst ohne Zusatzkosten)
- Cosmic Cristals, drei Kapitel mit je 10 Level
- Beak Impact, zwei Welten mit je zwei Kapitel mit je 10 Level (zweite Welt auf Geräten mit In-App-Käufen kostenpflichtig, sonst ohne Zusatzkosten)
- "Brass Hogs" 3 Kapitel mit je 10 Level (Level werden durch das erfüllen täglicher Missionen freigeschaltet)
- " Solar System" 3 Kapitel mit je 5 Level und 2 Bonuslevel (Jeder Level entspricht einem Bestandteil unseres Sonnensystems.)

Zusätzlich gibt es Bonuslevel, zum einen für jedes vollständige Kapitel und zum anderen die sogenannten Eggsteroids, die in einigen regulären Levels versteckt sind.

### Angry Birds: Star Wars I und II
Mit Angry Birds: Star Wars erschien am 8. November 2012 eine weitere Variante, deren optische Gestaltung sich am Heldenepos Star Wars orientiert. Auch die PlayStation 4 wurde am 29. November 2013 zum offiziellen Launch mit einer Handelsversion bedacht. Folgende Episoden sind bereits erschienen:
- Tatooine, vier Kapitel mit je 10 Level
- Death Star, vier Kapitel mit je 10 Level
- Hoth, vier Kapitel mit je 10 Level
- Cloud City, vier Kapitel mit je 10 Level
- Boba Fett Missions, ein Kapitel mit 10 Level (Episode wird durch das Finden von fünf versteckten Jetpacks freigeschaltet)
- Path Of The Jedi, vier Kapitel mit je 10 Level (Nach Beendigung aller 40 Level verbessert sich die Fähigkeit des Vogels Red Skywalker)
- Moon of Endor, drei Kapitel mit je 10 Level
- Death Star II, drei Kapitel mit je 10 Level

Des Weiteren enthält das Spiel 17 Bonuslevel, die durch das Erreichen einer bestimmten Anzahl von Sternen, bzw. durch das Finden versteckter Golden Droids freigeschaltet werden.
Die nächste Variante, Angry Birds Star Wars II erschien im September 2013. Der Trailer wurde im Juli 2013 von dem offiziellen Star Wars Kanal auf YouTube hochgeladen. Nun ist es erstmals möglich, sich den Schweinen anzuschließen (The Pork Side) und es sind mehr als 30 Charaktere spielbar. Des Weiteren ist es möglich die vorgegebenen Charaktere durch andere zu ersetzen. Folgende Episoden sind bereits erschienen:
- Invasion von Naboo, 20 Birds Side Level und 20 Pork Side Level
- Flucht nach Tatooine, 20 Birds Side Level und 20 Pork Side Level
- Schlacht von Naboo, 20 Birds Side Level und 20 Pork Side Level
- Aufstieg der Klone, 20 Vogel- und Schweineseite Level
- Rache der Schweine 16 Vogel- und Schweineseite Level

Zusätzlich gibt es eine weitere Episode mit einem Bonuslevel zu jedem Charakter, die freigeschaltet werden, sobald mit dem jeweiligen Charakter eine bestimmte Punktzahl erreicht wird.

### Angry Birds Go!
Im Dezember 2013 wurde Angry Birds Go! veröffentlicht. Die Besonderheit an diesem Spiel ist, dass es sich um eine Art Rennspiel bzw. Seifenkistenrennen handelt. Es hat fünf Kapitel:
- Seedway, 10 Level mit 36 Rennen
- Rocky Road, 15 Level mit 54 Rennen
- Air, 15 Level mit 54 Rennen
- Stunt, 15 Level mit 54 Rennen
- Sub Zero, 18 Level mit 54 Rennen

Als Bonus gibt es noch Jenga, das je einmal gekauft oder durch einen Code freigeschaltet werden kann.
Als zweiten Bonus gibt es einen Mehrspieler-Modus, in dem man gegen echte Gegner fährt.

### Angry Birds Epic
Am 12. Juni 2014 erschien ein weiterer Ableger für die Plattformen Android, iOS und Windows Phone: Angry Birds Epic. Nach Angry Birds go! wagte sich Rovio erneut an ein neues Genre: Angry Birds Epic ist ein Rollenspiel. In ihm finden sich die bekannten Figuren aus den Angry-Birds-Spielen. Mit fünf Vögeln („Red“, „Jim, Jake & Jay“, „Chuck“, „Bomb“ und „Matilda“) kämpft man rundenbasiert gegen die Schweine und versucht, die von ihnen gestohlenen Eier zurückzuerkämpfen.

### Angry Birds Stella
Im September 2014 erschien der nächste Ableger der Serie mit dem Namen Angry Birds Stella. Wurde jedoch nie vollendet und von allen offiziellen Download-Apps entfernt.
Angry Birds Fight
Eines der ersten Angry Birds Puzzle Spiele, wurde jedoch ebenfalls entfernt.
Angry Birds Bubble Shooter
Der offizielle Nachfolger von Angry Birds Stella, ein klassisches Bubble-Shooter Spiel.
Angry Birds Isle of Pigs
Das erste klassische Angry Birds Spiel in 3-D.
Angry Birds Action
Ein Spiel, in dem man auf einem Feld mit Hindernissen versucht, mit einem Vogel alle Schweine zu rammen. Wurde ebenfalls entfernt.
Angry Birds Evolution
Der direkte Nachfolger von Angry Birds Action, nur mit mehr Charakteren.
Angry Birds Explore
Es ist ein Spiel, mit dem man den Code an allen möglichen Angry Birds Produkten scannen und somit Minispiele freischalten kann.
Angry Birds Blast
Angry Birds Dream Blast
Angry Birds 2
Bad Piggies
In diesem Spiel versucht man aus verschiedenen Materialien Fahrzeuge zu bauen die je nach Kapitel zu verschiedene Gegenstände gelangen müssen.
Angry Birds Reloaded
Das erste Spiel nach Angry Birds 2, das wieder zu den Wurzeln der Reihe zurückkehrt.
Angry Birds Journey
Ähnlich wie in Reloaded eben im Dream Blast Style

### Angry Birds Transformers
Im Oktober 2014 erschien das Side-Scroller-Shoot ’em up Angry Birds Transformers. Es ist ein Crossover zwischen Angry Birds und Transformers.

### Geplante und spezielle Ableger
Im August 2012 wurde mit der sogenannten Green Day Special Edition eine weitere Variante von Angry Birds vorgestellt, die nur auf Facebook gespielt werden kann. Sie ist der gleichnamigen Rockband Green Day gewidmet und enthält den Song Oh Love.
Im September 2012 erschien Angry Birds: Trilogy, eine Kompilation der Spiele Angry Birds, Angry Birds Seasons und Angry Birds Rio, für Xbox 360, PlayStation 3 und Nintendo 3DS. Zusätzlich wurden noch weitere 19 exklusive Level sowie neue Zwischensequenzen und Hintergrundinformationen hinzugefügt. Das Spiel unterstützt Kinect sowie PlayStation Move. Die Portierung auf die Spielkonsolen erfolgte durch Activision.
Im Mai 2016 lief der auf den Spielen basierende Animationsfilm Angry Birds – Der Film in den Kinos an.

## Rezeption
Spielerisch wurde die Reihe von der Fachpresse weitgehend positiv aufgenommen.

„Mich hat das Spiel von der ersten Sekunde an begeistert. Einige Level waren recht kniffelig aber niemals frustrierend. Das Leveldesign ist durchdacht und es macht Spaß den Idealweg zur Lösung zu finden und eine Kettenreaktion mit den Gegenständen auszulösen. Was mich gestört hat war die fehlende Möglichkeit eigene Musik und Podcasts zu hören. Nach einigen Minuten konnte ich die Vogel- und Rabengeräusche nicht mehr hören.“

„Das Spiel besticht durch ein einfaches Prinzip, das mit der Zeit aber durchaus süchtig macht. Angry Birds ist definitiv eines der besten Spiele für Android.“

## Kritik
Das Basisspiel Angry Birds übermittelt unter anderem den Benutzernamen, das Passwort, den gegenwärtigen Aufenthaltsort, das Adressbuch sowie die ID des Smartphones an den Hersteller. Die Geschäftsbedingungen des Herstellers lassen zu, diese Daten an Dritte weiterzugeben. Insbesondere Anfang 2014 kam das Spiel in die Kritik, da in den Veröffentlichungen des US-amerikanischen Whistleblowers Edward Snowden behauptet wurde, dass die Geheimdienste NSA und GCHQ über die App persönliche Daten der User ausspähen würden. Rovio dementierte hieraufhin sowohl Kenntnisse über diese Spionage sowie gemeinsame Aktivitäten mit den Geheimdiensten.